# Unter Achtzehn
Unter Achtzehn (auch Unter 18, deutscher Verleihtitel Noch minderjährig) ist ein österreichisches Filmdrama von 1957 unter der Regie von Georg Tressler. Paula Wessely ist in der Rolle einer Sozialarbeiterin zu sehen, die sich liebevoll um die von Vera Tschechowa gespielte minderjährige Elfie Breitner kümmert.

## Handlung
Die verwitwete Sozialarbeiterin Luise Gottschalk ist zum Vormund der minderjährigen Elfie Breitner bestellt worden. Die Siebzehnjährige hat schon mit vielen Schwierigkeiten kämpfen müssen und Dinge erlebt, die sie geprägt haben. So hat sich der Lebensgefährte ihrer Mutter an ihr vergangen. Ihre Mutter stand nicht etwa auf ihrer Seite, sondern gab im Gegenteil der Tochter noch die Schuld daran, dass sie nun allein war, weil der Verführer ins Gefängnis musste. Luise Gottschalk hat die junge Frau in einer Wäscherei untergebracht, allerdings nimmt Elfie es mit ihrer Stelle nicht immer so genau. Wenn sie mit ihrem arbeitslosen Freund Stefan zusammen ist, vergisst sie schon einmal, dass sie pünktlich zur Arbeit erscheinen muss. Weil Stefan seiner Freundin den Wunsch nach einem Kostüm erfüllen will, das sie sich schon lange wünscht, verkauft er ein Radio weiter, das er per Ratenzahlung erworben hatte, obwohl es noch gar nicht vollständig bezahlt ist. Der Radiohändler Sachs erstattet daraufhin Anzeige. Vom Wiener Jugendgericht wird Stefan daraufhin zu vier Monaten Arrest verurteilt und auch Elfie wird wegen Vorschubleistung zum Diebstahl für zwei Monate in ein Fürsorgeheim eingewiesen. Auch Luise Gottschalks Zeugenaussage, dass den Radiohändler zumindest eine Mitschuld treffe, kann daran nichts ändern.
Elfie kommt in ein Heim in Klosterneuburg, wo sie die Tänzerin Susi kennenlernt. Die junge Frau macht sich keine Gedanken um ihre Zukunft, denn nach ihrer Entlassung aus dem Heim will sie zurück ins Etablissement „Paradies“, wo es genug Männer gibt, die gut gebaute junge Mädchen aushalten. Elfie wiederum hat nach ihrer Entlassung aus dem Heim mit Schwierigkeiten zu kämpfen, ihren Job in der Wäscherei will man ihr nicht zurückgeben. Luise Gottschalk bemüht sich sehr, eine neue Arbeitsstelle für Elfie zu finden, die zunehmend störrischer reagiert. Sie hadert mit ihrem bisherigen Leben im Allgemeinen und besonders damit, dass man Stefan eingesperrt hat. Die junge Frau will nun ihr Schicksal selbst in die Hand nehmen. So lässt sie sich bei einem Wiener Modesalon als Mannequin testen. Dort ist man von ihrer tadellosen Figur sehr angetan. Luise Gottschalk versagt jedoch ihre Zustimmung. So wendet Elfie sich an Susi, die im „Paradies“ als Stripteasetänzerin arbeitet, wo man ihr anbietet als Tänzerin in einer Revue aufzutreten. Elfie lehnt einen solchen Job jedoch ab und macht kurz darauf die Bekanntschaft von Direktor Messmer, der im „Paradies“ zu Gast ist. Messmer führt keine glückliche Ehe und sieht in Elfie die Tochter, die er nie hatte. Es macht ihm Freude, ihr Wünsche zu erfüllen, so bezahlt er auch das von Elfie „ausgeborgte“ Cocktailkleid und richtet der jungen Frau sogar eine eigene Wohnung ein. Als jedoch etwas an die Öffentlichkeit durchsickert, ist Messmers Stellung gefährdet. Eine Scheidung würde ihm ebenfalls sehr schaden. Seine Frau stellt ihn vor eine Entscheidung, sie verlangt, dass er Elfie endgültig aufgibt.
Für Elfie stürzt bei Messmers Entscheidung gegen sie eine Welt ein, sie hatte an seine Versprechungen geglaubt. Er verkörperte für sie den perfekten Gentleman. Stefan Maurer, der noch immer in Haft ist, hat indes beunruhigende Post von Elfie erhalten und bricht aus der Jugendstrafanstalt aus. Als er sieht, wie Elfie jetzt wohnt und dass ihr Kleiderschrank prall gefüllt ist, rastet er aus und lässt seiner ohnmächtigen Wut freien Lauf. Er zerrt die Kleider aus dem Schrank und lässt Elfie seine Verachtung spüren. Dann rennt er hilflos davon.
Von Kriminalinspektor Sandner erfährt Elfie, dass Stefan nicht, wie er behauptet hat, vorzeitig aus der Jugendhaft entlassen worden, sondern ausgebrochen ist. Elfie ist sich sicher, wo sie Hilfe finden kann, bei ihrer Fürsorgerin Luise Gottschalk. Während die beiden Frauen noch beratschlagen, was jetzt geschehen soll, erfahren sie von Sandner, dass Stefan völlig kopflos auf der Polizeiwache erschienen ist und sich selbst gestellt hat. In einem Telefonat sprechen die beiden jungen Menschen sich aus und Elfie versichert Stefan, dass sie auf ihn warten werde – ganz bestimmt und bittet ihn um Verzeihung. Und Stefan ist froh, denn er braucht Elfie ebenso sehr wie sie ihn.

## Produktionsnotizen
Es handelt sich um eine Paula-Wessely-Produktion, Wien, im Verleih Union-Film, hergestellt von Otto Dürer in den Ateliers der Wien-Film GmbH, Atelier Rosenhügel. Die Kostüme stammten von Fred Adlmüller, für die Filmbauten waren Fritz Mögle und Heinz Ockermüller verantwortlich. In einer FSK-Prüfung am 11. Oktober 1957, Nummer 15487, wurde der Film ab 18 Jahren freigegeben mit dem Zusatz „feiertagsfrei“. Während ihres Aufenthalts im Heim Klosterneuburg singen die Mädchen das Volkslied Guter Mond, du gehst so stille.
Der Film hatte am 1. Juni 1957 im Löwenkino in Wien Premiere unter dem Titel Unter Achtzehn, alternativ Unter 18. In der Bundesrepublik Deutschland lief er am 18. Oktober 1957 unter dem Titel Noch minderjährig im Hansa-Theater in Bonn an. Der englische Titel war Under 18.

## Kritik
Das Lexikon des internationalen Films konzedierte dem Film „ernsthafte Absichten [und eine] sozialkritische Thematik“, schränkte jedoch ein, dass diese durch „die üblichen Unterhaltungsklischees eingeebnet“ werden würden.

## Auszeichnung
Der Film erhielt 1957 von der FBW das Prädikat: „Wertvoll“.